# Фираја (Штрпце)
Фираја (алб. Firajë) је насеље у општини Штрпце, Косово и Метохија, Република Србија. Иван Јастребов спомиње стари српски назив овог села Папраћин - од трава, папрат, па је на арнаутски превед у Фираја што значи исто. Код тог села који лежи у равници, на брду покрај самог пута стајала је полусрушена црква са гробљем поред ње. На зидовима су још биле фреске. Арнаути је нису дирали. Муслимани нису имали обичај да руше цркве сем по наредби паше. Тада су драге воље рушили цркве јер су мислили да није на њима кривица него на ономе ко је то наредио.

## Демографија
| Етнички састав према попису из 1981.‍ | Етнички састав према попису из 1981.‍ | Етнички састав према попису из 1981.‍ | Етнички састав према попису из 1981.‍ | Етнички састав према попису из 1981.‍ |
| ------------------------------------ | ------------------------------------ | ------------------------------------ | ------------------------------------ | ------------------------------------ |
|                                      |                                      |                                      |                                      |                                      |
| Албанци                              | Албанци                              |                                      | 926                                  | 100,00%                              |

| Демографија | Демографија | Демографија |
| Година      | Становника  | Становника  |
| ----------- | ----------- | ----------- |
| 1948.       | 627         |             |
| 1953.       | 691         |             |
| 1961.       | 686         |             |
| 1971.       | 749         |             |
| 1981.       | 926         |             |
| 1991.       | 980         |             |